# Список серій аніме «Blue Exorcist»
Blue Exorcist — японський аніме-серіал від студії A-1 Pictures, заснований на однойменній манзі за авторства Кадзуе Като. Режисером першого сезону став Тенсай Окамура.

## Огляд
| Сезон | Епізоди | Епізоди | Оригінальний показ | Оригінальний показ | Оригінальний показ |
| Сезон | Епізоди | Епізоди | Перший показ       | Останній показ     | Мережа             |
| ----- | ------- | ------- | ------------------ | ------------------ | ------------------ |
| 1     | 25      | 25      | 17 квітня 2011     | 2 жовтня 2011      | JNN (MBS)          |
| 2     | 12      | 12      | 7 січня 2017       | 24 березня 2017    | JNN (MBS)          |
| 3     | 12      | 12      | 7 січня 2024       | 24 березня 2024    | Tokyo MX           |
| 4     | 24      | 12      | 6 жовтня 2024      | 22 грудня 2024     | Tokyo MX           |
| 4     | 24      | 12      | 5 січня 2025       | 23 березня 2025    | Tokyo MX           |

## Епізоди

### 1 сезон (2011)
| № серії | Назва серії                                                                            | Трансляція в Японії |
| ------- | -------------------------------------------------------------------------------------- | ------------------- |
| 1       | Демони живуть в людських серцях «Акума ва Хіто но Кокоро ні Суму» (悪魔は人の心に棲む) | 17 квітня 2011      |
| 2       | Ворота Геєнни «Гехена Ге:то» (虚無界の門)                                              | 24 квітня 2011      |
| 3       | Брати «Ані то Ото:то» (兄と弟)                                                         | 1 травня 2011       |
| 4       | Райський сад Амахари «Амахара но Ніва» (天空の庭)                                      | 8 травня 2011       |
| 5       | Дитя проклятого храму «Татари Дера но Ко» (祟り寺の子)                                 | 15 травня 2011      |
| 6       | Примарний повар «Мабороші но Рьо:рінін» (まぼろしの料理人)                             | 22 травня 2011      |
| 7       | Зграя сивок «Томо Тідорі» (友千鳥)                                                     | 29 травня 2011      |
| 8       | Тут комусь зле «Коко ні Ямеру Моно арі» (此に病める者あり)                             | 5 червня 2011       |
| 9       | Спогади «Омойде» (おもひで)                                                            | 12 червня 2011      |
| 10      | Чорний кіт «Куронкко (Кктто Си:)» (黒猫 (ケット・シー))                                | 19 червня 2011      |
| 11      | Демон із морських глибин «Шінкай но Акума» (深海の悪魔)                                | 26 червня 2011      |
| 12      | Гра в салки «Онігокко» (鬼事)                                                          | 3 липня 2011        |
| 13      | Доказ «Шьо:мей» (証明)                                                                 | 10 липня 2011       |
| 14      | Веселий табір «Таношій Кямпу» (愉しいキャンプ)                                         | 17 липня 2011       |
| 15      | Добре діло «Ясашій Кото» (やさしい事)                                                  | 24 липня 2011       |
| 16      | Парі «Каке» (賭)                                                                       | 31 липня 2011       |
| 17      | Спокуса «Ю:Ваку» (誘惑)                                                                | 7 серпня 2011       |
| 18      | Шторм «Кьо:фу:» (強風)                                                                 | 14 серпня 2011      |
| 19      | Простий день «Нандемо най Хі» (なんでもない日)                                         | 21 серпня 2011      |
| 20      | Маска «Камен» (假面)                                                                   | 28 серпня 2011      |
| 21      | Таємний сад «Хіміцу но Ханадзоно» (秘密の花園)                                         | 4 вересня 2011      |
| 22      | Полювання на демонів «Акума Гарі» (悪魔狩り)                                           | 11 вересня 2011     |
| 23      | Істина «Шінджіцу» (真実)                                                               | 18 вересня 2011     |
| 24      | Дитя Сатани «Сатан но Ко» (魔神の落胤)                                                 | 25 вересня 2011     |
| 25      | Зупинити, мить! «Токі йо, Томаре» (時よ止まれ)                                         | 2 жовтня 2011       |
| 26      | Куро вирушає в подорож                                                                 | 15 січня 2012       |

### 2 сезон:Kyoto Saga(2017)
| № серії (загалом) | № серії (в сезоні) | Назва серії                                                               | Оригінальна дата показу |
| ----------------- | ------------------ | ------------------------------------------------------------------------- | ----------------------- |
| 26                | 1                  | «Kōshi Ranshō» (嚆矢濫觴)                                                 | 7 січня 2017            |
| 27                | 2                  | «Strange Bedfellows» Транслітерація: «Goetsu Doushū» (яп. 呉越同舟)       | 14 січня 2017           |
| 28                | 3                  | «Suspicion Will Raise Bogies» Транслітерація: «Gishinanki» (яп. 疑心暗鬼) | 21 січня 2017           |
| 29                | 4                  | «Act of Treachery» Транслітерація: «Haishin Kigi» (яп. 背信棄義)          | 28 січня 2017           |
| 30                | 5                  | «Mysterious Connections» Транслітерація: «Aienkien» (яп. 合縁奇縁)        | 4 лютого 2017           |
| 31                | 6                  | «A Wolf in Sheep's Clothing» Транслітерація: «Menrihōshin» (яп. 綿裏包針) | 11 лютого 2017          |
| 32                | 7                  | «Like a Fire Burning Bright» Транслітерація: «Kienbanjō» (яп. 気炎万丈)   | 18 лютого 2017          |
| 33                | 8                  | «From Father to Son» Транслітерація: «Fushi Sōden» (яп. 父子相伝)         | 25 лютого 2017          |
| 34                | 9                  | «Through Thick and Thin» Транслітерація: «Setchūshōhaku» (яп. 雪中松柏)   | 4 березня 2017          |
| 35                | 10                 | «Unbowed and Unbroken» Транслітерація: «Futōfukutsu» (яп. 不撓不屈)       | 11 березня 2017         |
| 36                | 11                 | «Shine Bright as the Sun» Транслітерація: «Kōkisanzen» (яп. 光輝燦然)     | 18 березня 2017         |
| 37                | 12                 | «Candid and Open» Транслітерація: «Kyoshintankai» (яп. 虚心坦懐)          | 25 березня 2017         |
| OVA2              | OVA1               | «Snake and Poison» Транслітерація: «Hebi to Doku» (яп. 蛇と毒)            | 4 квітня 2017 (DVD)     |
| OVA3              | OVA2               | «Spy Game» Транслітерація: «Supai Gēmu» (яп. スパイ・ゲーム)              | 4 жовтня 2017 (DVD)     |

### 4 сезон:Beyond the Snow/The Blue NightSagas (2024–25)
Blue Exorcist season 4